# Tachina xizangensis
Tachina xizangensis är en tvåvingeart som beskrevs av Chao 1982. Tachina xizangensis ingår i släktet Tachina och familjen parasitflugor. Inga underarter finns listade i Catalogue of Life.